# Georg Christoph Finck von Finckenstein
Georg Christoph Finck von Finckenstein, auch Georg Christoph Finck zu Finckenstein, (* Oktober 1632; † 9. Juni 1697) war ein brandenburgisch-preußischer Staatsmann.

## Leben

### Herkunft und Familie
Georg Christoph Finck von Finckenstein war Angehöriger des ostpreußisches Adelsgeschlecht Finck von Finckenstein. Seiner Eltern waren der brandenburgisch-preußische Rittmeister und Landrichter zu Neidenburg Christoph III. Finck von Finckenstein und dessen erste Ehefrau, die namentlich unbekannte und vor 1656 verstorbene, vormalige Witwe von Christoph Albrecht von Kunheim.
Finckenstein vermählte sich in erster Ehe 1668 mit Marie Louise von Hoverbeck († ca. 1669), einer Tochter von Johann von Hoverbeck (1606–1682). Eine zweite Ehe ging er 1690 mit Maria Esther Tüsel von Daltitz (1630–1691), verwitwete David von Proeck auf Koppershagen, ein. Er hatte drei Kinder die sämtlich vor 1697 verstarben.

### Werdegang
Finckenstein war seit Mai 1650 an der Albertus-Universität Königsberg immatrikuliert und studierte Rechtswissenschaft. Sein Studium setzte er 1654 in Paris und 1655 in Bourges fort. Zu Beginn des Jahres 1657 wurde er kurfürstlich-brandenburgischer Hof- und Kammerjunker. Seit 1658 begleitete er den Friedrich Wilhelm von Brandenburg auf dem Feldzug und war im Februar 1659 mit ihm im Feldlager zu Wiborg. Bis 1663 bekleidete er das Amt des Vorschneiders. Bereits im Mai 1662 erhielt er die Anwartschaft auf eine Amtshauptmannstelle in Preußen, wurde jedoch erst im Herbst 1663 Amtshauptmann von Rhein, womit er gleichzeitig aus dem Hofdienst ausschied. Im April 1667 erhielt er eine Anwartschaft auf einen Ratsstelle beim Tribunal, zudem 1673 eine weiter auf eine Landratsstelle. Er avancierte 1678 zum Generalmajor und wurde im Tausch gegen seine Stellung in Rhein oder Johannisburg wurde er 1679 Amtshauptmann und Landvogt zu Schaaken. Finckenstein wurde im Februar 1680 Oberappellationsgerichtsrat und 1682 Gouverneur von Memel. Er avancierte 1688 zum Generalleutnant und 1688, kurz vor dem Tod des Kurfürsten, zum Oberkammerherrn. Mit dem Regierungswechsel ist er von letzterem Amt zurückgetreten. 1689 war er Gesandter einer Brandenburgischen Mission in Polen und im September selben Jahres Amtshauptmann zu Brandenburg. Schließlich avancierte er im Juli 1690 zum Wirklichen Geheimen Rat und Oberburggraf im Herzogtum Preußen.